# Helmuth Brinkmann
Helmuth Brinkmann (Lübeck, 12 de março de 1895 – Dießen am Ammersee, 26 de setembro de 1983) foi um oficial alemão que serviu durante a Segunda Guerra Mundial. Foi condecorado com a Cruz de Cavaleiro da Cruz de Ferro.